# Te Deum (Demessieux)
Te Deum, opus 11 es una pieza escrita para órgano por la compositora francesa Jeanne Demessieux, estrenada durante su tercer viaje a Estados Unidos en 1958, se trata de una adaptación del himno cristiano Te Deum. Es su obra más popular. Demessieux se inspiró en el órgano Aeolian-Skinner de la Catedral de San Juan el Divino en Nueva York, durante una gira anterior, en febrero de 1955, y es posible que la pieza se haya originado como consecuencia de una improvisación. Su Te Deum es la culminación del género francés, destacándose por encima de todos los demás como una moderada estructura compositiva y de brillantez virtuosa. Las trompettes en chamade, un rasgo primordial del órgano de la catedral, se usan para destacar las dos importantes entradas del cantus firmus en la pieza.
Este poema sinfónico, basado en fragmentos del himno ambrosiano, consta de tres partes: la primera sección es una exposición de las notas iniciales "Te Deum Laudamus", la segunda parte es un coral en el "Tibi Omnes Angeli", la tercera parte es un brillante Allegro sobre el "Sanctus" y el "Pleni Sunt Caeli" del Te Deum original. Utiliza dispositivos de composición estándar tales como ostinati, tonos de pedal, inversión melódica, y relaciones interválicas de cuartas, quintas y octavas. Sin embargo, mezcla estos elementos más tradicionales con tonalidades policromáticas, pasajes altamente cromáticos, progresiones armónicas no funcionales de acordes paralelos y relaciones tritonales.
Muy pocas obras de Demessieux fueron grabadas por ella misma, sin embargo de su Te Deum existen dos registros que fueron editados en CD por el sello Festivo, uno de ellos grabado en París, Francia, en la Iglesia de la Madeleine, mientras que la otra grabación se llevó a cabo en Hamburgo, Alemania.

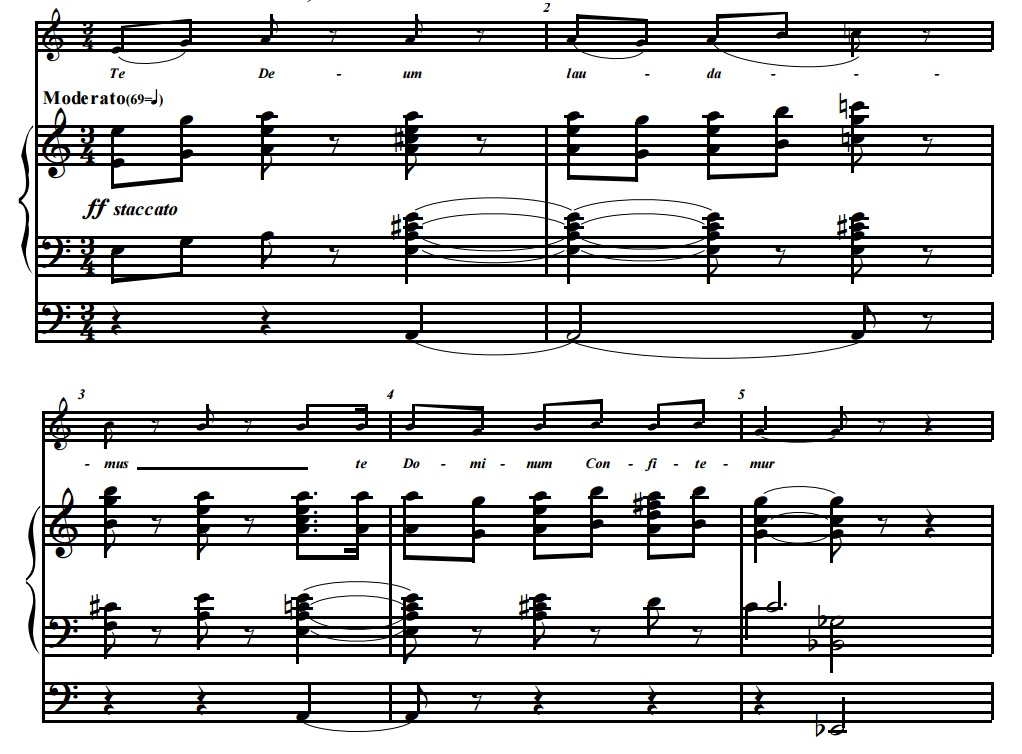
Primeros cinco compases de Te Deum, op. 11.

## Composición y estreno

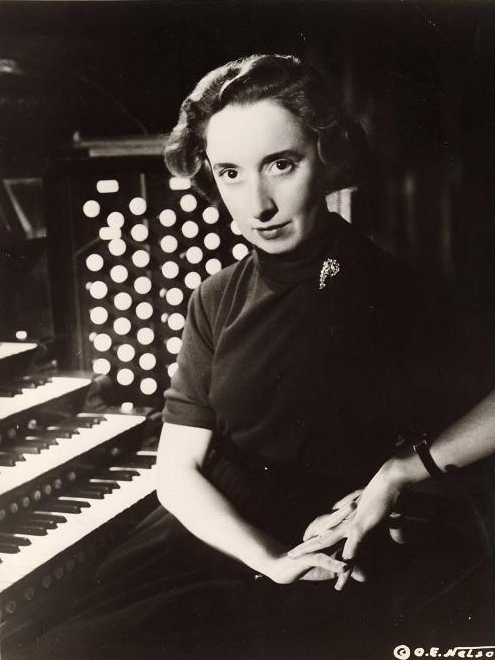
Jeanne Demessieux en el órgano Aeolian-Skinner de la Catedral de San Juan el Divino en Nueva York, en cuyo instrumento se inspiró para componer su Te Deum.

Se trata de una especie de gran paráfrasis organizada en variaciones sobre dos temas gregorianos, una majestuosa introducción parece deconstruir el tema. Aunque la pieza cita muchas partes diferentes del canto Te Deum original, que pueden o no ser perceptibles para el oyente, las tres primeras notas de apertura: E, G, A ascendente, serán el tema central a lo largo de gran parte de la pieza. Los primeros 23 compases de la pieza son de 3/4. Esta célula motívica, y sus transposiciones e inversiones, forman el hilo de un paisaje musical altamente cromático, a menudo disonante, y politono.
Utiliza dispositivos de composición estándar tales como ostinati, tonos de pedal, inversión melódica, y relaciones interválicas de cuartas, quintas y octavas. Sin embargo, mezcla estos elementos más tradicionales con tonalidades policromáticas, pasajes altamente cromáticos, progresiones armónicas no funcionales de acordes paralelos y relaciones tritonales. Para toda su ambigüedad armónica y tonal, la pieza comienza y termina con E, expresada en octavas en la medida I, y concluyendo con un acorde E-M inalterado. Debido a que E no se toniciza en ninguna forma tradicional, ya sea al principio o al final de la pieza, funciona como un marco, o una señal sonora de que la pieza ha llegado a su conclusión. Construida en varias secciones, la pieza puede ser entendida como una introducción, seguida de una forma tripartita. Te Deum es en consecuencia, una exitosa fusión de lo antiguo y lo contemporáneo.
Estrenó su Te Deum durante su tercer viaje a Estados Unidos el 10 de febrero de 1958 en el Graham Memorial Chapel en la Universidad de Washington en San Luis. La pieza fue inspirada por el órgano Aeolian-Skinner en la Catedral de San Juan el Divino en Nueva York (durante una gira anterior, en febrero de 1955), posiblemente se originó como consecuencia de una improvisación. Se compuso a finales de 1957 o principios de 1958. El Te Deum es la culminación del género francés, destacándose por encima de todos los demás como una moderada estructura compositiva y de brillantez virtuosa. Las trompettes en chamade, un rasgo primordial del órgano de la catedral, se usan para destacar las dos importantes entradas del cantus firmus en la pieza. El organista Pierre Labric, quien fue alumno de Demessieux, en una entrevista en 2020 dijo que durante un concierto en Deauville el 27 de agosto de 1956, Demessieux le confeso que:

Estoy pensando en escribir una obra con el espíritu de los corales de [Cesar] Franck en el Te Deum.
Jeanne Demessieux.

## Análisis
El desarrollo o la teleología en Te Deum no se asemeja a las formas más tradicionales. Por otro lado, los cambios en los modos, la dinámica, los registros, las texturas y la complejidad creciente con la que Demessieux manipula el material de la canción articulan los procesos de la obra. Además, Demessieux, por su selección y manipulación del material de la canción, revela la esencia temática del texto antiguo: alabanza y súplica. El trabajo de Demessieux está dividido en cinco secciones, y requiere todos los recursos tonales del órgano. Los pasajes varían en dinámica desde p hasta ff, y registros desde bases simples (en: simple foundation) hasta full organ con trompettes en chamade. La pieza varía mucho en su textura, con algunos pasajes que presentan una sola voz (mm. 24-25) y otros con hasta diez (mm. 174-
175). Texturalmente, dinámicamente y en términos de modos, la pieza se despliega en forma de un palíndromo: es decir, procede a una sección central y luego continúa en retróceso.
Te Deum op. 11 se basa en cinco versos del original: "Te Deum Laudamus", "Te aeternam", "Sanctus", "Tu Rex gloriae" y "Aeterna" (versículos 1, 2, 5,
14, y 21). Su estructura consta de tres grandes secciones: Moderato (compases 1-76), Andante
(compases 77-118), y Allegro (compases 119-188). Tanto la primera como última sección puede dividirse en dos subsecciones: Moderato (compases 1-23 y 24-76) y Allegro (compases 119-155 y 156-188). Cada sección está delineada por diferentes fragmentos de canto, ostinati y texturas.
Una de las características notables del Te Deum de Demessieux es el uso del ostinato durante gran parte de la pieza. Por ejemplo, la célula de Te Deum aparece alternando octavas en una fila en el pedal, formando un pedal de ostinato en el compás 24. Durante el ostinato de la célula en el pedal, se presenta el "Laudamus". Se armoniza el verso 1 en su mayoría con cuartas y quintas abiertas que hacen hincapié en la modalidad del canto. El uso de ostinato se encuentra también en otras secciones. La sección Allegro comienza con ostinati superpuestos que se utilizan para el acompañamiento. Desde el compás 119, la melodía del canto del versículo 5 se presenta en varias formas en la mano derecha: la melodía se articula y transpone, e incorpora una técnica de desplazamiento de octava. La parte de acompañamiento consiste en dos ostinati diferentes en la mano izquierda y en el pedal. El ostinato en la mano izquierda contiene también el fragmento de canto "Laudamus".

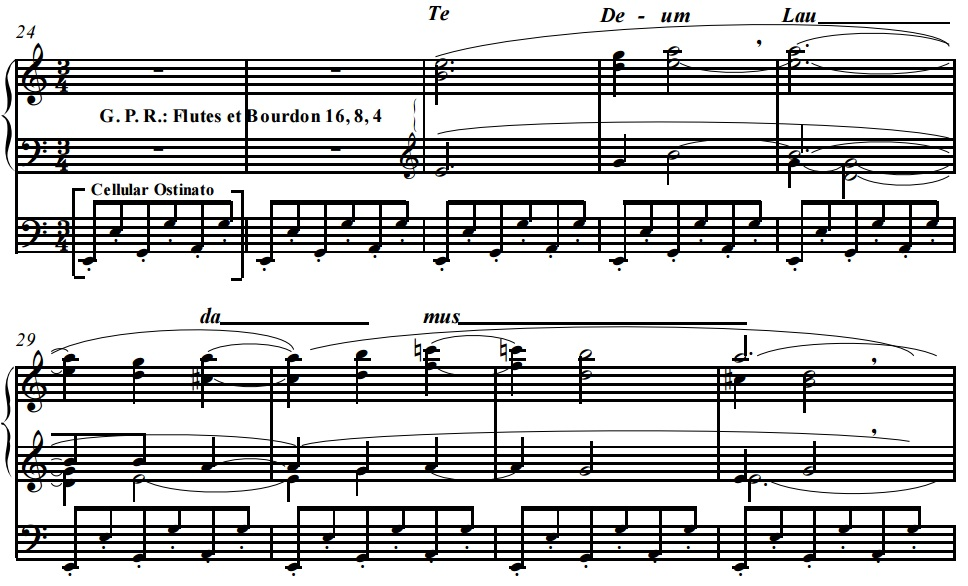
En el corchete se puede ver la célula de ostinato en el compás 24.

## Secciones

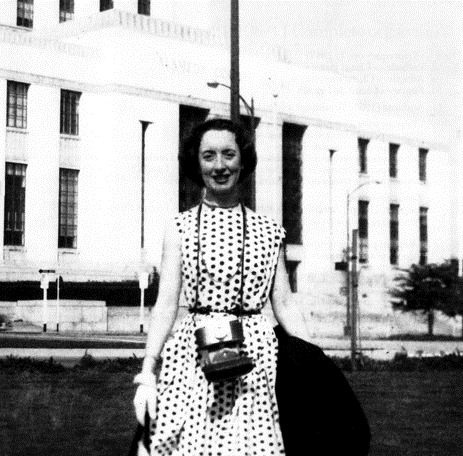
Demessieux durante una de sus giras en Estados Unidos.

- Sección 1 (compases del 1 a 23)[11]

Moderato
3/4
ff
Texture: 3-10 voces
- Sección 2 (compases del 24 a 76)

Moderato
2/4
p—ff
Texture: 1-8 voces
- Sección 3 (compases del 77 a 118)

Andante
3/4
p
Texture: 4-6 voces
- Sección 4 (compases del 119 a 155)

Allegro
3/4, 2/8, 6/8
mf—f
Texture: 2-7 voces
- Sección 5 (compases del 156 a 188)

Allegro
4/4, 12/8, 2/4
ff—fff
Texture: 3-10 voces

## Crítica
En una revisión sobre el concirto donde estrenó su Te Deum en Estados Unidos hecha por Ronald Arnatt para la revista The American Organist dice:

Como compositora, Jeanne Demessieux es conocida principalmente en este país por sus Twelve Choral-Preludes on Gregorian Chant Themes: piezas cortas y finamente elaboradas que muestran una combinación de dominio del contrapunto y calidez lírica.

El preludio "Rorate coeli" es uno de los más bonitos de todos, con un estilo distintivo propio, que se apoya menos en sus compatriotas. Aquí fue un enfoque totalmente diferente a un canto gregoriano [Te Deum], marcial en su tono, de influencia politonal y emocionantemente brillante.

La obra [aquí empieza a hablar del Te Deum] se divide en tres secciones principales: La obra se divide en tres secciones principales: la fuerte exposición inicial, la sección central más tranquila y reflexiva, y el poderoso final tipo tocata, aterradoramente difícil y disonante. Jeanne Demessieux fue recibida con gran entusiasmo y tuvo que regresar muchas veces para hacer una reverencia, afortunadamente no tocó un bis ya que cualquier cosa después de que sus propias obras habrían sido un anti-clímax...
Ronald Arnatt.

Christoph Martin Frommen ha dicho al conocer la obra durante un concierto en los años 1980:

Mi primer contacto con la música de Jeanne Demessieux se remonta a 1987, cuando escuché al organista holandés Jean-Pierre Steijvers interpretar Te Deum. Me fascinó inmediatamente por la sutileza armónica y enseguida compre la partitura, ¡y por supuesto quería escuchar toda su música!
Christoph Martin Frommen.

## Discografía selecta
Destacan las siguientes grabaciones que se han realizado de esta pieza.
- Jeanne Demessieux - The Legendary Jeanne Demessieux: The Hamburg Organs, Festivo FECD 6961/862.
- Jeanne Demessieux - Aux grandes orgues de l’Eglise de la Madeleine de Paris, Festivo FECD 132.
- Pierre Labric - Jeanne Demessieux: Complete Organ Works, Musical Heritage Society.
- Michelle Leclerc - Orgelwerice, Motette Records 11.671.
- Alan Morrison - St. Philip's Cathedral, Atlanta, Georgia, Gothic Records G 49.083.
- Maxime Patel - Jeanne Demessieux: Complete Organ Works, Fugatto FUG 025.
- Stephen Tharp - Jeanne Demessieux: Complete Organ Works, Aeolus AE10561.
- Laura Ellis - Laura Ellis plays organ works of Jeanne Demessieux, Pro Organ 7083.
- Hampus Lindwall - A tribute of Jeanne Demessieux, Ligia Digital Lidi 0109228-11.